# Tillandsia inochroma
Espèce
Classification phylogénétique
Synonymes
- Caraguata violacea André
- Tillandsia fuscoguttata Mez
- Tillandsia wangerinii Mez

Tillandsia inochroma est une espèce de plantes à fleurs de la famille des Bromeliaceae, endémique du Pérou.

## Synonymes
- Caraguata violacea André[2] ;
- Tillandsia fuscoguttata Mez[2] ;
- Tillandsia wangerinii Mez[2].

## Protologue et type nomenclatural

### Tillandsia wangerinii
- Tillandsia wangerinii Mez, in Repert. Spec. Nov. Regni Veg. 3: 40 (1906) (pro « Wangerini »)

Le terme de wangerinii est une probable dédicace au botaniste Walther Wangerin, bien que le protologue ne le précise pas explicitement.
Diagnose originale
« Statura conspicua; foliis dense utriculatim rosulatis, glabriusculis; scapo elongato, folia multo superante; inflorescentia multiflora, densissime breviterque thyrsoidea, 2-pinnatim panniculata[sic]; spicis subpinnatis, +/- 6-floris, inferioribus mediisque quam bracteae primariae latissimae brevioribus superioribus bracteas superantibus; bracteis florigeris quam sepala brevioribus; floribus suberectis; sepalis subaequaliter breviter inter sese connatis; petalis genitalia optime superantibus ».
Type
- leg. Weberbauer, n° 2920, 1903-04-19 ; « Peruvia, prov. Huari, dept. Ancachs, inter Pichin et Conin, alt. 3500-3600 m » ; (herbier de dépôt non mentionné, probablement B) [3]

## Distribution et habitat
L'espèce est endémique de la région d'Ancash au Pérou où elle se rencontre entre 3 500 et 3 600 mètres d'altitude.

## Description
Tillandsia inochroma est une plante herbacée en rosette, épiphyte ou saxicole.

## Comportement en culture
Plante mal connue, Tillandsia inochroma ne semble pas avoir été introduite en culture.